# حسین جوید
حسین جوید (عربی: حسين جويد؛ زادهٔ ۱ ژانویهٔ ۱۹۹۳) بازیکن فوتبال اهل سوریه است.
از باشگاه‌هایی که در آن بازی کرده‌است می‌توان به باشگاه ورزشی الزورا و باشگاه ورزشی الحریه اشاره کرد.
وی همچنین در تیم‌های ملی فوتبال زیر ۲۰ سال سوریه، زیر ۲۳ سال سوریه، و سوریه بازی کرده‌است.